# 奧雷什瓦
50°46′19″N 25°57′9″E / 50.77194°N 25.95250°E
奧雷什瓦（烏克蘭語：Олишва），是烏克蘭西北部里夫内州里夫内区佐里亚市镇的村落。始建於1446年，面積0.25平方公里，海拔高度182米，2001年人口203，人口密度每平方公里812人。